# Burg Hoskenwurt
Die Burg Hoskenwurt ist ein abgegangener spätmittelalterlicher Häuptlingssitz im Ortsteil Esenshamm der Gemeinde Nordenham im niedersächsischen Landkreis Wesermarsch.

## Geschichte
Die Hoskenwurt hatte ihren Namen von dem Häuptling Husseko Hayen oder Hosken erhalten, einem Schwager des Häuptlings von Jever Edo Wiemken des Älteren. Husseken war bekannt für Seeräuberei und die Geiselnahme von Kaufleuten, um Lösegelder zu erzielen. Damit machte er sich die Stadt Bremen zum Feind. Hinzu kam, dass Husseko seine Frau, die Halbschwester von Edo Wiemken, nach kurzer Ehe verstoßen und fortgejagt hatte. Deshalb begannen Edo Wiemken und die Bremer 1384 einen Feldzug gegen die Burg auf der Hoskenwurt. Husseken musste aufgrund dieser Übermacht in die Esenshammer Wehrkirche fliehen. Die Burg auf der Hoskenwurt wurde niedergebrannt und geschleift. Die Esenshammer Wehrkirche wurde nach 13-tägiger Belagerung eingenommen, nachdem die Belagerer den Kirchturm niederlegen konnten. Husseken wurde an Edo Wiemken übergeben, der ihn auf der Sibetsburg in Wilhelmshaven grausam zu Tode foltern ließ.

## Beschreibung
Nach im Jahr 2012 durchgeführten geophysikalischen Prospektionen lag die Burg auf einem gesonderten Hügel neben der Wurt. Es sind keine Steinreste festgestellt worden. 
Auf der Wurt selbst wurde im Zuge von Bauarbeiten der Kriegsmarine, die hier 1941/42 Flakstellungen errichtete, eine bis in 1,8 m Tiefe reichende Ausgrabung von 6 Flächen à 5 × 6 m Größe durchgeführt. Dabei wurden insgesamt 5 Siedlungshorizonte festgestellt, die vom 1. Jh. v. Chr. bis in das Spätmittelalter datieren. Spätere Oberflächenprospektionen erbrachten das gleiche Fundspektrum. 